# Ladko Korošec
Ladko (Ladislav) Korošec (Zagorje ob Savi, 3 d'agost de 1920 - Ljubljana, 21 de març de 1995) fou un baix eslovè.
Ladko Korošec va ser un dels més destacats cantants d'òpera eslovens i un excel·lent actor de la segona meitat del segle xx. Va estudiar cant a l'Acadèmia de Música de Ljubljana amb el professor Juliet Betetto i també va assistir a una escola de teatre. Ja en la seva joventut, va participar en teatres aficionats, i va començar a actuar en el Teatre Nacional de Ljubljana.
Va excel·lir sobretot en les interpretacions de paper de Buffo (per exemple, Quetzal a La núvia venuda, Don Bartolo en El barber de Sevilla, Strukelj a Gorenjska slavček, Don Pasquale en l'òpera del mateix nom …) i èxits notables internacionals en col·laboració amb el baix Miroslav Čangalović com Don Quichotte de Massenet.
Korošec va ser tres vegades guanyador del premi Prešeren (1949, 1959 i 1978) i del Premi Betteth (1988), va escriure un llibre sobre les seves aparicions anomenat On That Beautiful Path.